# Isabelle Lacy
Isabelle Lacy (* 1. Juli 2006) ist eine britische Tennisspielerin.

## Karriere
Lacy spielt hauptsächlich auf Turnieren der ITF Juniors World Tennis Tour und der ITF Women’s World Tennis Tour, bei denen sie bislang aber noch keinen Titel gewinnen konnte.
2019 gewann sie den Titel der U14 bei den Fred Parry Championships, einem nationalen Tennisturnier in Großbritannien.
2020 gewann sie im Dezember den Titel des ITF Grade 3 in Bath.
2021 erhielt sie Ende Juni eine Wildcard für das Hauptfeld des Juniorinneneinzels in Wimbledon, wo sie in der ersten Runde nur knapp in drei Sätzen gegen Elvina Kalieva mit 5:7, 6:4 und 3:6 verlor.
2022 gelang ihr Ende Mai als Qualifikantin der Einzug in das Hauptfeld des Dameneinzels der mit 100.000 US-Dollar dotierten Surbiton Trophy, wo sie sich dann aber in der ersten Runde Mariam Bolkwadse mit 2:6 und 3:6 geschlagen geben musste. Ende Juni erhielt sie eine Wildcard für das Hauptfeld des Juniorinneneinzels in Wimbledon, wo sie mit einem 6:4, 4:6 und 6:4 über Joëlle Steur in die zweite Runde einzog, wo sie gegen Linda Klimovičová mit 0:6 und 2:6 verlor. Im Juniorinnendoppel trat sie mit Partnerin Ella McDonald ebenfalls mit einer Wildcard für das Hauptfeld an; die beiden verloren aber gegen Li Yu-yun und Sara Saito bereits ihr Auftaktmatch mit 4:6 und 4:6.
2023 gewann sie im April die U18 LTA Junior National Championships im National Tennis Centre in Roehampton. Anfang Juni erreichte sie bei der Surbiton Trophy ihren bis dahin größten Erfolg, als sie als Qualifikantin die Top-100-Spielerin und in Surbiton an Nummer drei gesetzte Madison Brengle in drei Sätzen mit 7:62, 5:7 und 6:1 bezwingen konnte. Da Sachia Vickery zum Zweitrundenmatch nicht antrat erreichte sie gegen die mit einer Wildcard gestartete Yuriko Miyazaki das Viertelfinale, wo sie sich der Japanerin aber mit 3:6 und 0:6 geschlagen geben musste. Bei der darauffolgenden ebenfalls mit 100.000 US-Dollar dotierten Ilkley Trophy konnte die mit einer Wildcard gestartete Lacy die nächste Top-100-Spielerin schlagen, als sie Viktorija Golubic mit 2:6, 6:4 und 6:3 in der ersten Runde des Hauptfeldes besiegte. Ende Juni erhielt sie wegen ihres Sieges bei den U18 LTA Junior National Championships vom April eine Wildcard für die Qualifikation zum Hauptfeld im Dameneinzel der Wimbledon Championships.